# Rhescyntis colombiana
Rhescyntis colombiana är en fjärilsart som beskrevs av Eugène Louis Bouvier 1927. Rhescyntis colombiana ingår i släktet Rhescyntis och familjen påfågelsspinnare. Inga underarter finns listade.